# مانديلو ديل لاريو
مانديلو ديل لاريو هي كومونا تقع في إقليم ليكو في لومباردي، على بحيرة كومو. منذ عام 1921, كانت مانديلو ديل لاريو موطنًا لشركة موتو جوزي المصنعه للدراجات الناريه الايطالية، الآن المنشأة التابعه لبياجو&كو أس بي أي. كل عام منذ 2001 استضافت القرية جي ام جي (المعروفه أيضا باسم جيورناتا مونديلي جوزي) تقع جريانا خائف في إقليم بلدية مانديلو

## كنيسة القديس جاورجيوس
تحتوي على قاعه واحده مع سقف تروس مرئي ومحراب رباعي الزوايا مع سقف متقاطع، يرجع الجانب الحالي إلى أعمال الترميم التي بدأت في القرن الرابع عشر، إلى مبنى كان موجودًا بالفعل منذ القرن الحادي عشر
يتم الحفاظ على خط مقدس مزين بأزهار زهريه ملتوية هندسيه (لها شعبية كبيرة في منطقه كومو بين القرن السادس والحادي عشر)على الخط مع راحه (ليست بارزه للغايه) تظهر صليبًا على الجانبين، من المبنى الاصلي.
في صحن الكنيسة يوجد العديد من اللوحات الجداريه التي يعود تاريخها إلى القرن الخامس عشر، الصلب في الكاهن هو من نهاية القرن الخامس عشر، ترتبط الدورة الاخروية، وفقا لبعض الباحثين، بتقليد الرسم الليغوري البيدمونتيي، بينما وفقا لآخرين فهي أقرب إلى التقاليد المحلية، ويتم وضعها حوالي عام 1480.

## الروابط
- كنيسة سوبرا أولتشيو (بحيرة كومو)